# Waltham Abbey (Essex)
Waltham Abbey è una cittadina di 20 400 abitanti della contea dell'Essex, in Inghilterra.